# Johan Gottlieb Gahn
Johan Gottlieb Gahn (1745 – 1818) fue un químico, y metalúrgico sueco que descubrió el elemento manganeso en 1774.

## Obra

### Algunas publicaciones
- 1770. Några anmärkningar i svenska bergslagfarenheten om författningar till befrämjande af god hushållning vid järnhyttor. Hvilka till en academisk läro-öfning med den vidtlagfarne jurid. facultetens samtycke, vid kongl academien i Upsala, under ... Pehr Niclas Christiernins inseende d. 23 junii 1770. för middagen, uti den större Carol. lärosalen till offenteligt försvarande framgifne blifvit af Jan Gottlieb Gahn, ifrån Fahlun ... Upsala, tryckt hos Joh. Edman, kongl. acad. boktryckare. libris 2595136 - Medförfattare: Pehr Niclas Christiernin.

- 1804. Försök at anstryka trädhus med en gladare färg än den hittils nyttjade röda färg. Estocolmo libris 2659306

- 1804. Underrättelse om upställningen och nyttjandet af herr assessor J.G. Gahns förbättrade appareil för vattens aërerande med tabell. Upsala, tryckt hos Joh. Fr. Edman, k:gl. a. bokt. Upsala libris 2419509

- 1818. Assessoren Johan Gottl. Gahns biographie. Estocolmo libris 2659307

- 1909. Tvenne dalaresor 1765 och 1799: jämte sex porträtt. Falun libris 1323159

- 1922. Bref: Brevväxling mellan Berzelius och Johan Gottlieb Gahn, v. 9. Con Jöns Jacob Berzelius. Publicó Almqvist & Wiksell, 217 p.

## Honores

### Eponimia
- Gahnita, nombrada en honor de Gahn

## Lecturas posteriores
- «Biographical Account of Assessor John Gottlieh Gahn». Annals of Philosophy, New Series 8 (July): 1 - 11. 1824.